# 삼성 갤럭시 엑스커버 2
삼성 갤럭시 엑스커버 2(Samsung Galaxy XCover 2)는 2013년 2월 24일 모바일 월드 콩그레스 2013 개막전에 스페인 바르셀로나 피라 그란 비아 전시장에서 최초로 공개되어 2013년 3월 28일에 삼성전자에서 출시한 안드로이드 스마트폰으로, 삼성 갤럭시 엑스커버의 후속제품이다.
전작과 마찬가지로 IP67 수준의 방수, 방진이 되며 충격에도 강한 러기드폰이다.

## 연혁
- 2012년 2월 24일 : 모바일 월드 콩그레스 2013 개막전에 선공개[2]
- 2013년 2월 25일 : 모바일 월드 콩그레스 2013에서 전시
- 2013년 3월 28일 : 독일에서 제품 출시

## 출시 국가
- 영국

## 경쟁 기종
- LG 옵티머스 L7

## 같이 보기
- 삼성 갤럭시 엑스커버 5